# Euphonia
Euphonia is een geslacht van zangvogels uit de vinkachtigen (Fringillidae).

## Kenmerken
De mannetjes van de soorten uit dit geslacht zijn donker metaalachtig blauw van boven en helder geel van onder. De vrouwtjes zijn meer egaal, overwegend olijfgroen gekleurd.  

## Taxonomie
De geslachtsnaam Euphonia werd in 1806 de Franse natuuronderzoeker Anselme Gaëtan Desmarest geldig beschreven. Euphonia betekent (vrij vertaald uit het Oudgrieks) "goede klank". De Nederlandse naam voor alle soorten uit dit geslacht is "organist" en dat verwijst naar de zang van deze vogels die sterk lijkt op het blazen op een blokfluit of orgelpijp.
Voor de periode dat DNA-onderzoek naar de taxonomie van de vogels beslissend werd voor de indeling (tot de jaren 1990), werd dit geslacht en het nauw verwante geslacht Chlorophonia ondergebracht in de familie van de tangaren (Thraupidae). Uit het DNA-onderzoek bleek dat de groep behoorde tot de vinkachtigen.

### Soorten
Het geslacht kent de volgende soorten:
- Euphonia affinis – Struikorganist
- Euphonia anneae – Bruinkaporganist
- Euphonia cayennensis –  Cayenneorganist
- Euphonia chalybea – Groenkeelorganist
- Euphonia chlorotica – Purperkeelorganist
- Euphonia chrysopasta – Goudbuikorganist
- Euphonia concinna – Pluchekaporganist
- Euphonia finschi – Finsch' organist
- Euphonia fulvicrissa – Roestbuikorganist
- Euphonia godmani – West-Mexicaanse organist
- Euphonia gouldi – Olijfrugorganist
- Euphonia hirundinacea – Geelkeelorganist
- Euphonia imitans – Vlekkruinorganist
- Euphonia jamaica – Jamaicaanse organist
- Euphonia laniirostris – Dikbekorganist
- Euphonia luteicapilla – Geelkruinorganist
- Euphonia mesochrysa – Groenkaporganist
- Euphonia minuta – Witbuikorganist
- Euphonia pectoralis – Kastanjebuikorganist
- Euphonia plumbea – Grijze organist
- Euphonia rufiventris – Roodbuikorganist
- Euphonia saturata – Vuurkruinorganist
- Euphonia trinitatis – Trinidadorganist
- Euphonia violacea – Violette organist
- Euphonia xanthogaster – Vuurbuikorganist